# 高射第1師団 (日本軍)
高射第1師団（こうしゃだいいちしだん）は、大日本帝国陸軍の師団の一つ。東部高射砲集団を改編して創設された。

## 沿革
1944年12月、主として京浜地方を主とする政治、経済、軍需の中枢を防衛するため編成された。米軍の長距離爆撃機B-29による日本本土空襲に対応して、各地に展開した。

1944年11月からのB-29による関東地区の軍事工場などに対する高々度精密爆撃に対しては、九九式八糎高射砲では射撃高度が不足したため、三式12cm高射砲が導入された。
1945年（昭和20年）3月10日の第一次、4月15日の第2次、5月25日の第3次に分かれた東京大空襲では、B-29の編隊を撃墜するべく応戦。都内上空で2機のB-29を撃墜することに成功した。第2次東京大空襲と同時に行われた川崎大空襲、第3次空襲後の5月28日に行われた横浜大空襲でも応戦し撃墜機を出すなどの戦果を挙げた。
同年5月の第3次東京大空襲と前後して、司令部を渋谷区代官山から下谷区上野公園の東京科学博物館本館（現・国立科学博物館日本館）へ移転した。6月に入る頃、米軍の空襲が地方都市に移ったことに対応するため、一部の自動車化を行った。

7月には、宇都宮、前橋、高崎への空襲を想定して、部隊の配備を実施した。一方、東京都杉並区久我山の高射砲陣地（印刷局久我山運動場を経て現・高井戸公園）に五式十五糎高射砲が配備され、当時いつ来てもおかしくない情勢だった第4次東京大空襲や、帝都への原爆攻撃に備えた。

## 師団概要

### 歴代師団長
- 金岡嶠 中将：1944年（昭和19年）12月26日 - 終戦[1]

### 参謀長
- 斎藤寿恵雄 大佐：1944年（昭和19年）12月23日 - 終戦[2]

### 司令部構成
- 参謀長：斎藤寿恵雄大佐
  - 参謀：鈴木実次中佐
  - 参謀：山本悦男少佐
  - 参謀：倉橋一次少佐
- 高級副官：中元寛中佐
- 兵器部長：佐野四郎大佐

### 所属部隊
- 臨時衛生隊：太田房吉軍医少佐
- 高射砲第111連隊（埼玉県北足立郡安行村：現・川口市）：武田文雄大佐
- 高射砲第112連隊（東京都世田谷区）：大島知義中佐
- 高射砲第113連隊（神奈川県川崎市）：都築晋大佐
- 高射砲第114連隊（東京都京橋区）：西野貞光大佐
- 高射砲第115連隊（千葉県市川市）：伏屋宏大佐
- 高射砲第116連隊（東京都板橋区）：谷口正三郎大佐
- 高射砲第117連隊（神奈川県横浜市中区）：樋口忠治中佐
- 高射砲第118連隊（東京都小石川区）：栗田逞治中佐
- 高射砲第119連隊（千葉県市川市）：水野縫一少佐
- 独立高射砲第2大隊（東京都立川市）：中野唯一少佐
- 独立高射砲第3大隊（千葉県市川市国府台）：栗田正忠中佐
- 独立高射砲第4大隊（群馬県太田市）：渡辺正吾少佐
- 独立高射砲第44大隊（埼玉県大宮市）：隈本茂少佐
- 独立高射砲第49大隊（東京都西多摩郡福生町）：鈴木光太郎少佐
- 独立高射砲第50大隊：粟屋武少佐
- 野戦高射砲第95大隊（埼玉県大宮市）：鈴木三七一少佐
- 野戦高射砲第96大隊
- 機関砲第1大隊：西辻勝三少佐
- 機関砲第4大隊（神奈川県川崎市）：高木学大尉
- 独立機関砲第1大隊（東京都四谷区）：桑田一少佐
- 照空第1連隊（東京都八王子市）：池田赳夫大佐
- 独立照空第1大隊（埼玉県北足立郡上尾町）：中島良象少佐
- 第1要地気球隊：百田明福大尉
- 第101要地気球隊：佐藤正一大尉